# Blue Sky Studios
Blue Sky Studios fue un estudio de animación CGI especializado en la animación de personajes generada por ordenador con sede en Greenwich, Connecticut. El estudio fue fundado en 1987 por Michael Ferraro, Carl Ludwig, Alison Brown, David Brown, Chris Wedge y Eugene Troubetzkoy, después de que la empresa para la que trabajaban en MAGI, uno de los estudios de efectos visuales detrás de Tron, cerró. A través de su software interno de representación, el estudio había trabajado en efectos visuales para comerciales y películas antes de dedicarse por completo a la producción de una película de animación en 2002 con el lanzamiento de Ice Age. De diez películas del estudio hasta la fecha, Ice Age y Río son sus más exitosas franquicias, y The Peanuts Movie su película más aclamada por la crítica. Scrat (de Ice Age) fue la mascota de la empresa.
El estudio pasó a ser propiedad de The Walt Disney Company, luego de un acuerdo concluido el 20 de marzo de 2019. El 9 de febrero de 2021, Disney anunció que cerraría Blue Sky Studios después de 34 años de existencia. El estudio cerró sus puertas el  10 de abril de 2021.

## Historia

### 1987-1997: Fundación
Fue fundado en febrero de 1987 por Chris Wedge, Michael Ferraro, Carl Ludwig, Alison Brown, David Brown y Eugene Troubetzkoy, quien había trabajado previamente en Disney mientras estaba empleado en MAGI/SynthaVision. A lo largo de 1980 y 1990, el estudio se centró en la producción de comerciales de televisión y efectos visuales para el cine. El estudio produjo más de 200 puntos para clientes como Chrysler, Texaco y los Marines de los Estados Unidos.

### 1997-2018: Parte de 20th Century Fox
En agosto de 1997, 20th Century Fox, adquirió Blue Sky Studios para formar una nueva compañía de efectos visuales y animación. La nueva compañía produjo los efectos visuales de películas como Armageddon, Titanic y Alien: Resurrección.
Debido a la caída del mercado de F/X, Fox decidió dejar el negocio de efectos visuales. En marzo de 1999, se vendieron VIFX a Rhythm and Hues Studios, y se considera la venta de Blue Sky a la siguiente. En ese momento, el estudio tuvo la oportunidad con el guion de Ice Age convertirlo en una comedia. En 2002, Ice Age fue lanzado con gran éxito de crítica y público. La película obtuvo una nominación al Oscar a la mejor película de animación, y se estableció como el tercer estudio, después de Pixar y DreamWorks Animation en poner en marcha una franquicia exitosa en CGI.
En enero de 2009, el estudio se trasladó a White Plains (Nueva York).
En 2013, Chris Wedge tomó un permiso de ausencia para dirigir en Paramount Animation la película Monster Trucks.

### 2019-2021: Adquisición y cierre por Disney
El 20 de marzo de 2019, Blue Sky Studios pasó a formar parte de Walt Disney Studios y se convirtió en propiedad de The Walt Disney Company, como parte de la adquisición de 21st Century Fox. El 21 de marzo Disney anunció que Blue Sky Studios se integraria dentro de las unidades de The Walt Disney Studios junto con los copresidentes Andrea Miloro y Robert Baird, quienes continuarían dirigiendo el estudio informando al presidente de Walt Disney Studios, Alan Horn. En julio de 2019, Miloro anunció que dejaría su cargo de copresidenta dejando a Baird como presidente único.
En agosto de 2019, Andrew Millstein, exdirector de Walt Disney Animation Studios, fue nombrado copresidente de Blue Sky junto a Baird, mientras que el presidente de Pixar Animation Studios, Jim Morris, desempeñaría un cargo de consultor.
El 9 de febrero de 2021, Disney anunció que cerraría Blue Sky Studios después de 34 años de existencia. La compañía explicó que a la luz del continuo impacto económico de la pandemia de COVID-19 en todos sus negocios, ya no era sostenible tener un tercer estudio de animación de largometrajes.
El 13 de abril de 2022, un canal de YouTube de nombre Finale, creado por personas del estudio, subió un video titulado The End, donde Blue Sky se despedía de la gente después de 35 años de existencia con un cortometraje donde la ardilla Scrat de Ice Age por fin lograba comerse la tan ansiada bellota que por años buscó.

En los días finales de Blue Sky Studios, un pequeño grupo de artistas se juntó para hacer un ultimo metraje. Este metraje es una despedida, un adiós en nuestros propios terminos.
- Descripción de The End Despedida de Blue Sky Studios

La última película en la que trabajó el estudio fue Nimona que se estrenaría el 14 de febrero del 2022 pero no se proyecta debido al cierre del estudio. Luego de llegar a un acuerdo con Netflix, se logró recuperar la cinta con parte del trabajo previamente realizado por Blue Sky Studios, estrenándose el 15 de agosto del 2023 en dicha plataforma.
Tras su cierre, producciones de las franquicias del estudio pasaron a manos de su estudio matriz, 20th Century Animation.

## Tecnología
El estudio es notable por su propietario Renderer CGI Studio. Inicialmente desarrollado por Eugene Troubetzkoy, Carl Ludwig, Tom Bisogno y Michael Ferraro, CGI Studio se caracteriza por su uso de trazado de rayos en lugar del renderizado REYES que prevalecía en toda la industria del CG.

## Filmografía

### Largometrajes
| #  | Título                         | Fecha de estreno        | Director(es)                 | Escritor(es) | Compositor(es)   | Distribuidora                                | Notas                                            |
| -- | ------------------------------ | ----------------------- | ---------------------------- | --- | ---------------- | -------------------------------------------- | ------------------------------------------------ |
| 1  | Ice Age                        | 15 de marzo de 2002     | Chris Wedge                  | Guion: Michael J. Wilson, Michael Berg y Peter Ackeman | David Newman     |                                              | Nominada al Oscar a mejor película de animación. |
| 2  | Robots                         | 11 de marzo de 2005     | Chris Wedge                  | Historia original: Ron Mita, Jim McLain, David Lindsay-Abaire, Bob Bergen y David Hyde Pierce Guion: David Lindsay-Abaire, Lowell Ganz y Babaloo Mandel                 | John Powell      |                                              |                                                  |
| 3  | Ice Age: The Meltdown          | 31 de marzo de 2006     | Carlos Saldanha              | Historia original: Peter Gaulke y Gerry Swallow | John Powell      |                                              |                                                  |
| 4  | Dr. Seuss' Horton Hears a Who! | 14 de marzo de 2008     | Jimmy Hayward Steve Martino  | Historia original: Dr. Seuss Guion: Cinco Paul y Ken Daurio | John Powell      |                                              |                                                  |
| 5  | Ice Age: Dawn of the Dinosaurs | 3 de julio de 2009      | Carlos Saldanha              | Guion: Mike Reiss, Michael Berg, Peter Ackerman y Yoni Brenner | John Powell      | Con más recaudación                          |                                                  |
| 6  | Río                            | 15 de abril de 2011     | Carlos Saldanha              | Guion: Don Rhymer, Joshua Stern, Jeffery Ventimilia y Sam Harper | John Powell      |                                              |                                                  |
| 7  | Ice Age: Continental Drift     | 13 de julio de 2012     | Steve Martino Mike Thurmeier | Guion: Michael Berg, Jason Fuchs y Mike Reiss | John Powell      |                                              |                                                  |
| 8  | Epic                           | 24 de mayo de 2013      | Chris Wedge                  | Guion: Tom J. Astle y Matt Ember | Danny Elfman     |                                              |                                                  |
| 9  | Río 2                          | 11 de abril de 2014     | Carlos Saldanha              | Guion: Don Rhymer, Carlos Kotkin, Jenny Bicks y Yoni Brenner | John Powell      |                                              |                                                  |
| 10 | The Peanuts Movie              | 6 de noviembre de 2015  | Steve Martino                | Basada en: Peanuts de Charles M. Schulz Guion: Craig Schulz, Bryan Schulz y Cornelius Uliano                                                                            | Christophe Beck  | Más aclamada por la crítica                  |                                                  |
| 11 | Ice Age: Collision Course      | 22 de julio de 2016     | Mike Thurmeier               | Historia original: Aubrey Solomon Guion: Michael J. Wilson, Michael Berg y Yoni Brenner                                                                                 | John Debney      |                                              |                                                  |
| 12 | Ferdinand                      | 15 de diciembre de 2017 | Carlos Saldanha              | Historia original: Ron Burch,David Kidd y Don Rhymer Guion: Erica Rivinoja, Ian Southwood, J., David Stem, David N. Weiss, Robert L. Baird, Tim Federle y Brad Copeland | John Powell      | Nominada al Oscar                            |                                                  |
| 13 | Spies in Disguise              | 25 de diciembre de 2019 | Troy Quane Nick Bruno        | Basada en: Pigeon: Impossible de Lucas Martell | Theodore Shapiro | Última película antes del cierre del estudio |                                                  |

### Programas especiales de televisión
| # | Título                         | Fecha de lanzamiento    |
| - | ------------------------------ | ----------------------- |
| 1 | Ice Age: A Mammoth Christmas   | 24 de julio de 2011     |
| 2 | Ice Age: The Great Egg-Scapade | 18 de noviembre de 2015 |
| 3 | Ice Age: Scrat Tales           | 13 de abril de 2022     |

### Cortometrajes
| # | Título                     | Fecha de lanzamiento     |
| - | -------------------------- | ------------------------ |
| 1 | Bunny                      | 1998                     |
| 2 | Gone Nutty                 | 19 de noviembre de 2002  |
| 3 | Aunt Fanny's Tour of Booty | 20 de septiembre de 2005 |
| 4 | No Time for Nuts           | 14 de noviembre de 2006  |
| 5 | Surviving Sid              | 2 de diciembre de 2008   |
| 6 | Umbrellacorn               | 19 de julio de 2013      |
| 7 | Cosmic Scrat-tastrophe     | 6 de noviembre de 2015   |
| 8 | Scrat: Spaced Out          | 4 de octubre de 2016     |

### Contribuciones
- Titan A.E. (2000): la escena final «génesis».
- El club de la lucha (1999): el pingüino que se desliza.
- Jesus' Son (1999): Sagrado Corazón, vidrio de «líquido», y efectos de bolas de algodón gritando.
- Los Soprano (1999): el pez parlante.
- Star Trek IX: Insurrección (1998): varias criaturas alienígenas.
- A Simple Wish (1997): numerosos personajes y efectos especiales.
- Alien: Resurrección (1997): los alien.
- Joe's Apartment (1996): cucarachas bailando y cantando.
- Nimona (2023): producción inicial antes del cierre del estudio.[5]

## Recepción y taquilla
| Película                       | Presupuesto  | Recauón mundial |
| ------------------------------ | ------------ | --------------- |
| Ice Age                        | $59 000 000  | $383 257 136    |
| Robots                         | $75.000.000  | $260.718.330    |
| Ice Age: The Meltdown          | $80.000.000  | $660.388.158    |
| Dr. Seuss' Horton Hears a Who! | $85.000.000  | $297.138.014    |
| Ice Age: Dawn of the Dinosaurs | $90 000 000  | $886 686 817    |
| Río                            | $90.000.000  | $484.635.760    |
| Ice Age: Continental Drift     | $95.000.000  | $877.244.782    |
| Epic                           | $93 000 000  | $268 426 634    |
| Río 2                          | $100.000.000 | $500.151.650    |
| The Peanuts Movie              | $99 000 000  | $246 233 133    |
| Ice Age: Collision Course      | $105.000.000 | $407.452.145    |
| Ferdinand                      | $111 000 000 | $291 057 995    |
| Spies in Disguise              | $100 000 000 | $171 613 773    |

Fuente: The Numbers